# 現代原子価結合法
現代原子価結合理論（げんだいげんしかけつごうりろん、英: Modern valence bond theory）は、原子価結合理論（VB法）の応用であり、ハートリー＝フォック法や他の分子軌道に基づく手法のためのプログラムと精度と計算コストの点において競争力のあるコンピュータプログラムを使用する。分子軌道理論（MO法）やその後の密度汎関数理論（DFT法）はプログラムするのがより簡単であったためデジタルコンピュータの出現から量子化学を席巻した。そのため、初期の原子価結合法の人気は低下した。原子価結合法のプログラミングが改善されたのは1990年代後半以降のことである。
その最も単純な形式では、重ね合っている原子軌道は原子に基づく基底関数の線形結合として展開される軌道によって置き換えられる（原子軌道による線形結合; LCAO）。この展開は最低エネルギーを与えるよう最適化される。この手順はイオン性構造を含めることなくよいエネルギーを与える。
例えば、水素分子H2では、古典的原子価結合理論は2つの水素原子上の2つの1s原子軌道（aおよびb）を使い、共有結合性構造を構築する。
ΦC = (a(1)b(2) + b(1)a(2)) (α(1)β(2) - β(1)α(2))
イオン性構造は
ΦI = (a(1)a(2) + b(1)b(2)) (α(1)β(2) - β(1)α(2))
と表わされる。
最終的な波動関数はこれら2つの関数の線形結合である。コールソンとフィッシャーは完全に等価な関数が
ΦCF = ((a+kb)(1)(b+ka)(2) + (b+ka)(1)(a+kb)(2)) (α(1)β(2) - β(1)α(2))
であると指摘した。この式を展開すると共有結合性構造とイオン性構造の線形結合が与えられる。現代原子価結合理論は2つの原子軌道の単純な線形結合をより大きな基底関数系における全ての軌道の線形結合で置き換える。得られた2つの原子価結合軌道は、他方の水素原子に向かってわずかに歪んだもう一方の水素原子上の原子軌道のように見える。そのため、原子価結合理論はこのコールソン＝フィッシャー理論の拡張である。

## スピン結合理論
多数の異なる原子価結合法が存在する。ほとんどはn個の電子に対してn個の原子価結合軌道を使用する。もしこれらの軌道の単一の組がスピン関数の全ての線形独立結合と組み合わされたならば、スピン結合原子価結合理論となる。全波動関数は原子価結合軌道中の基底関数の係数と異なるスピン関数の係数を変化させることによって変分法を使って最適化される。多くの原子価結合法は原子価結合軌道の異なる組を使用する。

## プログラム
- CRUNCH[7]
- GAMESS (UK)、TURTLEコード[3]によるVB波動関数の計算を含む。
- GAMESS (US)、VB2000およびXMVBへ橋渡しするためのリンクを持つ。
- MOLPROおよびMOLCASはCASSCF計算からスピン結合VB波動関数を生成するためのコードを含む。
- VB2000 version 2.7 (released, 2014)、Group Function理論を使用することができ、これによって異なるグループを異なる手法（VBまたはハートリー–フォック）によって取り扱うことができる。スピン結合VBを含む多くの種類VBとCASVB計算が可能である[8]。
- XMVB（旧称XIAMEN）[4][9]。"Breathing orbital" VBを含む複数のVB法が可能である。

## 推薦文献
- Van Lenthe, J.H.; Balint-Kurti, G.G. (1980). “The valence-bond scf (VB SCF) method.”. Chem. Phys. Lett. 76 (1):  138–142. doi:10.1016/0009-2614(80)80623-3.
- van Lenthe, J. H.; Balint‐Kurti, G. G. (1983). “The valence‐bond self‐consistent field method (VB–SCF): Theory and test calculations”. The Journal of Chemical Physics 78 (9):  5699–5713. doi:10.1063/1.445451.